# Адріан Бернабе
Адріан Барнабе (ісп. Adrián Bernabé, нар. 26 травня 2001, Барселона) — іспанський футболіст, півзахисник італійської «Парми».
Виступав за молодіжну збірну Іспанії.

## Клубна кар'єра
Народився 26 травня 2001 року в місті Барселона. Вихованець юнацьких команд «Еспаньйол» і «Барселони».
2018 року перебрався до клубної системи англійського «Манчестер Сіті». Долучався до ігор його головної команди в рамках трьох поспіль розіграшів Кубка англійської ліги, які незмінно завершувалися перемогами «містян».
2021 року уклав контракт з італійською друголіговою «Пармою». За результатами сезону 2023/24 допоміг команді вибороти змагання у Серії B і, відповідно, повернутися до елітного італійського дивізіону.

## Виступи за збірні
2018 року дебютував у складі юнацької збірної Іспанії (U-17), загалом на юнацькому рівні взяв участь у 3 іграх.
З 2022 року залучається до складу молодіжної збірної Іспанії. На молодіжному рівні зіграв у 6 офіційних матчах. Ставав у її складі срібним призером молодіжного Євро-2023.
2024 року був включений до заявки олімпійської збірної Іспанії для участі у футбольному турнірі на тогорічних Олімпійських іграх у Парижі.

## Статистика виступів

### Статистика клубних виступів
Станом на 10 травня 2024
| Сезон                      | Команда                    | Чемпіонат                  | Чемпіонат | Чемпіонат | Національний кубок | Національний кубок | Національний кубок | Континентальні кубки | Континентальні кубки | Континентальні кубки | Інші змагання | Інші змагання | Інші змагання | Усього | Усього |
| Сезон                      | Команда                    | Ліга                       | Ігор      | Голів     | Ліга               | Ігор               | Голів              | Ліга                 | Ігор                 | Голів                | Ліга          | Ігор          | Голів         | Ігор   | Голів  |
| -------------------------- | -------------------------- | -------------------------- | --------- | --------- | ------------------ | ------------------ | ------------------ | -------------------- | -------------------- | -------------------- | ------------- | ------------- | ------------- | ------ | ------ |
| 2018–19                    | «Манчестер Сіті»           | ПЛ                         | 0         | 0         | КА+КЛ              | 0+1                | 0                  | ЛЧ                   | 0                    | 0                    | СА            | 0             | 0             | 1      | 0      |
| 2019–20                    | «Манчестер Сіті»           | ПЛ                         | 0         | 0         | КА+КЛ              | 0+3                | 0                  | ЛЧ                   | 0                    | 0                    | СА            | 0             | 0             | 3      | 0      |
| 2020–21                    | «Манчестер Сіті»           | ПЛ                         | 0         | 0         | КА+КЛ              | 0+1                | 0                  | ЛЧ                   | 0                    | 0                    | -             | -             | -             | 1      | 0      |
| Усього за «Манчестер Сіті» | Усього за «Манчестер Сіті» | Усього за «Манчестер Сіті» | 0         | 0         |                    | 5                  | 0                  |                      | 0                    | 0                    |               | 0             | 0             | 5      | 0      |
| 2021–22                    | «Парма»                    | B                          | 16        | 5         | КІ                 | 0                  | 0                  | -                    | -                    | -                    | -             | -             | -             | 16     | 5      |
| 2022–23                    | «Парма»                    | B                          | 29+2      | 1+0       | КІ                 | 2                  | 0                  | -                    | -                    | -                    | -             | -             | -             | 33     | 1      |
| 2023–24                    | «Парма»                    | B                          | 35        | 8         | КІ                 | 3                  | 1                  | -                    | -                    | -                    | -             | -             | -             | 38     | 9      |
| Усього за «Парма»          | Усього за «Парма»          | Усього за «Парма»          | 80+2      | 14        |                    | 5                  | 1                  |                      | -                    | -                    |               | -             | -             | 87     | 15     |
| Усього за кар'єру          | Усього за кар'єру          | Усього за кар'єру          | 80+2      | 14        |                    | 10                 | 1                  |                      | 0                    | 0                    |               | -             | -             | 92     | 15     |

## Титули й досягнення
- Володар Кубка англійської ліги (3):

«Манчестер Сіті»: 2018-2019, 2019-2020, 2020-2021